# ピエール・ガスパール＝ユイ
ピエール・ガスパール＝ユイ（Pierre Gaspard-Huit、1917年11月29日 - 2017年5月1日）は、フランスの脚本家、映画監督である。

## 人物・来歴
1917年（大正6年）11月29日、フランスのアキテーヌ地域圏ジロンド県リブルヌに、「ジャン・ミシェル・ピエール・ガスパール＝ユイ Jean Michel Pierre Gaspard-Huit」として生まれる。
第二次世界大戦前、20歳前後のころに助監督としてのキャリアを始める。アンリ・ショメット（fr:Henri Chomette）らに師事し、戦後、30代を迎えた1948年（昭和23年）に脚本家としてデビューし、翌1949年（昭和24年）に画家モーリス・ユトリロの人生を描いた映画『モーリス・ユトリロの劇的人生』で監督としてデビューする。
1963年（昭和38年）、ジャン＝リュック・ゴダール作品で人気を得たゴダールの当時の妻アンナ・カリーナを主役のシエラザード役に迎え、『シエラザード』を監督する。同作には、ゴダールもカメオ出演している。
50代を迎えた1968年（昭和43年）以降はテレビ映画に進出、多くのテレビシリーズを手がけ、60代を迎えた1979年（昭和54年）以降は、脚本に専念し、監督としてメガホンを執ることはなかった。
2017年（平成29年）5月1日、パリに於いてその生涯を閉じた。99歳没。

## フィルモグラフィ
- Êtes-vous jalouse? : 監督アンリ・ショメット、1938年 - 助監督
- Passeurs d'or : 監督E・G・ド・メースト、1948年 - 脚本
- 『モーリス・ユトリロの劇的人生』 La vie dramatique de Maurice Utrillo : 1949年 - 監督
- Albert I et son règne : 監督ウィリアム・マニャン、1951年 - 撮影
- Gibier de potence : 監督アンドレ・ボー / ロジェ・リシュベ、1951年 - 助監督
- L'herbe à la Reyne : 1951年 - 監督・脚本
- La fugue de Monsieur Perle : 1952年 - 共同監督
- La marche glorieuse : 1953年 - 監督
- Le coeur frivole ou La galante comédie : 1953年 - 監督
- 『ロシアの皇太子』 Der Zarewitsch : 監督アルチュール・マリア・ラーベナルト、1954年 - フランス版脚本
- Série noire : 監督ピエール・フーコー、1955年 - 脚本
- Sophie et le crime : 1955年 - 監督・脚色・脚本
- 『巴里野郎 (カナイユ)』 Paris canaille : 1956年 - 監督
- 『花嫁はあまりにも美しい』La mariée est trop belle : 1956年 - 監督
- Las lavanderas de Portugal : 1957年 - 監督・脚本
- 『正午に銃殺の鐘が鳴る』 Quand sonnera midi : 監督エドモン・T・グレヴィル、1958年 - 脚本
- 『恋ひとすじに』 Christine : 1958年 - 監督・脚本
- 『キャプテン・フラカスの華麗な冒険』 Le capitaine Fracasse : 1961年 - 監督・脚色
- 『シェラザード』 Shéhérazade : 1963年 - 監督・原案・脚本
- 『大諜報作戦』 Gibraltar : 1964年 - 監督・脚色
- 『エヴァの恋人』 À belles dents : 1966年 - 監督・原案・脚本
- Ultimul Mohican : 1968年 - 監督
- La prairie : テレビ映画、1968年 - 監督
- S.O.S. fréquence 17 : テレビ映画シリーズ
  -  L'escalade : 監督ジャン・ドレヴィル、1969年 - 脚本
  -  Objet volant non identifié : 監督クリスチャン＝ジャック / ジャン・ドレヴィル、1969年 - 脚本
  -  Les menottes : 監督クリスチャン＝ジャック、1969年 - 脚本
- 『革の靴下物語』 Die Lederstrumpferzählungen : テレビ映画シリーズ
  -  Der Wildtöter : 1969年 - 監督・脚本
  -  Die Prärie : 1969年 - 監督・脚本
- Les galapiats : テレビ映画ミニシリーズ（RTBF）、1970年 - 監督・脚本・編集
- Le neveu d'Amérique : テレビ映画シリーズ、1973年 - 監督・脚本
- Paul et Virginie : テレビ映画シリーズ、1974年 - 監督・脚本
- Histoires de voyous: Les marloupins : 監督ミシェル・ベルミ、テレビ映画、1979年 - 脚本
- 『警部は捜査をリードする』 L'inspecteur mène l'enquête : テレビ映画シリーズ（TF1）
  -  L'escarboucle de Salammbô : 監督エディ・ナカ、1980年 - 脚本
- La vie des autres : テレビ映画シリーズ
  -  La Crétoise : 監督ジャン＝ピエール・ドゥザニャ、1980年 - 脚本
  -  Le scandale : 監督ジャン＝ピエール・ドゥザニャ、1980年 - 脚本
  -  Vasco : 監督アラン・ケルシー、1981年 - 脚本
- 『スエズの男』 L'homme de Suez : 監督クリスチャン＝ジャック、テレビ映画ミニシリーズ、1983年 - 脚本

## 註
1. ↑  “Mort de Pierre Gaspard-Huit, réalisateur de Christine et du Capitaine Fracasse”. LE FIGARO. LE FIGARO. (2017年5月3日) 2017年5月4日閲覧。